# Seven Bucks Productions
Seven Bucks Productions ist eine US-amerikanische Filmproduktionsfirma. Das Studio wurde 2012 von Dwayne Johnson und seiner früheren Frau Dany Garcia gegründet. Es ist bekannt für die Produktion einer Vielzahl von Projekten mit Johnson. Co-Gründer und Co-Vorsitzende sind Dwayne Johnson und Dany Garcia; Dany Garcias Bruder Hiram Garcia ist President of Production.

## Filmografie
- 2017: Baywatch
- 2017: Jumanji: Willkommen im Dschungel
- 2018: Rampage – Big Meets Bigger
- 2018: Skyscraper
- 2018: Stuntman
- 2019: Fighting with My Family
- 2019: Fast & Furious: Hobbs & Shaw
- 2019: Jumanji: The Next Level
- 2020: Jungle Cruise
- 2021: Red Notice
- 2024: Red One – Alarmstufe Weihnachten